# Topher Grace
Topher Grace, rodným jménem Christopher John Grace (* 12. července 1978, New York, USA) je americký herec, mezi jeho nejznámější role patří účinkování ve filmu Spider-Man 3 nebo ve snímku Predátoři.
V televizi úspěšně debutoval v televizním sitcomu Zlatá sedmdesátá, kde posléze vystupoval v letech 1998-2005 jako Eric Forman. Ve filmu pak debutoval ve snímku Traffic – nadvláda gangů v roce 2000, v roce 2001 účinkoval v prvním díle kriminální trilogie Dannyho parťáci, s Julií Robertsovou a Julií Stilesovou o dva roky později hrál ve snímku Úsměv Mony Lisy.
V roce 2004 hrál v druhém dílu Dannyho parťáků, v témže roce pak vytvořil hlavní roli mladého ambiciózního marketingového manažera v komedii V dobré společnosti, v roce 2010 se objevil ve svatovalentýnské komedii režiséra Garyho Marshalla Na sv. Valentýna.

## Životopis
Grace se narodil v New York City v New Yorku, je synem Pat, asistentky ředitele na New Canaan Country School a Johna Grac. Má sestru Jenny.
Vyrostl v Darienu v Connecticutu, kde jeho kamarádky ze školy byly Kate Bosworth a Chloë Sevigny.

## Kariéra
Grace byl obsazen do role Erica Formana v seriálu Fox Broadcasting Company Zlatá sedmdesátá, který měl premiéru v roce 1998. V roli se objevoval po dobu 7 sérií, poté jeho postava byla nahrazena novou postavou Randym Pearsonem (Josh Meyers). Jako host se objevil ve finální epizodě 8. série. Ve filmu Traffic - nadvláda gangů si zahrál studenta. Zahrál si ve filmu Dannyho parťáci a také v pokračování Dannyho parťáci 2 (2004). Plánoval se také objevit ve třetím pokračování, ale kvůli roli ve filmu Spider-Man 3 musel od plánů upustit. Jako Mike Newell se objevil ve filmu Úsměv Mony Lisy. V roce 2004 si zahrál roli Roberta Luketice ve filmu Rande s celebritou a Paula Weitze ve filmu V dobré společnosti, ve které hrál ambiciózního manažera firmy. Ve stejném roce získal cenu National Board of Review Award v kategorii Objev roku.
15. ledna 2005 moderoval pořad Saturday Night Live. V roce 2007 měl premiéru film Spider-Man 3. Grace sám byl fanouškem komiksů a v dětském věku četl příběhy Venoma. V roce 2010 se objevil ve filmu Na sv. Valentýna po boku Ashtona Kutchera, Lei Michele a dalších. Roli Edwina si zahrál ve filmu Predátoři. V roce 2011 si zahrál v retro komedii Noc je ještě mladá a s Richardem Gerem si zahrál v thrilleru Dvojitý agent. Se Susan Sarandon se objevil ve filmu Volání (2014). Objevil se také v úspěšném filmu Christophera Nolana Interstellar. Po boku Kristen Stewart a Jesseho Eisenberga se objevil ve filmu American Ultra (2015).

## Osobní život
V lednu 2014 začal chodit s herečkou Ashley Hinshaw a přesně o rok později se zasnoubili. Dvojice se vzala v květnu 2016 poblíž Santa Barbary v Kalifornii. V listopadu 2017 se jim narodila dcera Mabel Jane Grace.

## Filmografie
| Rok  | Název                    | Role               | Poznámky |
| ---- | ------------------------ | ------------------ | --- |
| 2000 | Traffic – nadvláda gangů | Seth Abrahams      | Young Hollywood Award v kategorii Průlomové vystoupení - herec Screen Actors Guild Award v kategorii Nejlepší filmové obsazení |
| 2001 | Dannyho parťáci          | Sám sebe           | |
| 2002 | Pinocchio                | Leonardo           | |
| 2003 | Úsměv Mony Lisy          | Tommy Donegal      | |
| 2004 | Rande s celebritou       | Pete Monash        | Nominace – Teen Choice Award v kategorii Nejlepší filmový herec - komedie Nominace – Teen Choice Award v kategorii Nejlepší filmový výbuch vzteku Nominace – Teen Choice Award v kategorii Nejlepší filmový polibek (s Kate Bosworth) |
| 2004 | P.S.                     | F. Scott Feinstadt | National Board of Review Award v kategorii Nejlepší průlomové vystoupení - herec |
| 2004 | Dannyho parťáci 2        | Sám sebe           | |
| 2004 | V dobré společnosti      | Carter Duryea      | National Board of Review Award v kategorii Nejlepší průlomové vystoupení - herec |
| 2007 | Spider-Man 3             | Eddie Brock/Venom  | Nominace – Filmová cena MTV v kategorii Nejlepší filmový zloduch Nominace – Teen Choice Award v kategorii Nejlepší filmový souboj Nominace – Teen Choice Award v kategorii Nejlepší filmový zloduch                                   |
| 2009 | Vzájemná objetí          | Clay               | |
| 2010 | Na sv. Valentýna         | Jason Morris       | |
| 2010 | Death Bed Subtext        | Ben                | krátký film |
| 2010 | Predátoři                | Edwin              | |
| 2011 | Dvojitý agent            | Ben Geary          | |
| 2011 | Noc je ještě mladá       | Matt Franklin      | také scenárista a výkonný producent |
| 2012 | The Giant Mechanical Man | Doug               | |
| 2013 | Velká svatba             | Jared Griffin      | |
| 2014 | Don Peyote               | Glavin Culpepper   | |
| 2014 | Volání                   | Ben Wingate        | |
| 2014 | Kdo věří na lásku        | Scott              | |
| 2014 | Interstellar             | Getty              | |
| 2015 | American Ultra           | Agent Adrian Yates | |
| 2015 | Truth                    | Mike Smith         | |
| 2017 | The Institute            | Vincent            | |
| 2017 | War Machine              | Matt Little        | |
| 2017 | Opening Night            | Nick               | také producent |
| 2018 | Delirium                 | Tom                | |
| 2018 | BlacKkKlansman           | David Duke         | |
| 2018 | Záhada Silver Lake       | muž v baru         | |
| 2018 | Mississippi Requiem      |                    | |
| 2019 | Breakthrough             | pastor Jason Noble | |

| Rok       | Název                 | Role                | Poznámky |
| --------- | --------------------- | ------------------- | --- |
| 1998–2006 | Zlatá sedmdesátá      | Eric Forman         | 180 dílů Nominace – Young Artist Award v kategorii Nejlepší televizní obsazení (1999) Nominace –Teen Choice Award v kategorii Nejlepší televizní průlomové vystoupení (1999) Nominace – Teen Choice Award v kategorii Nejlepší televizní herec (2000–2001) Nominace – Teen Choice Award v kategorii Nejlepší televizní herec - komedie (2002–2004) |
| 2002      | Co nového Scooby-Doo? | Strážce (hlas)      | díl: „Space Ape at the Cape“ |
| 2003      | Tatík Hill a spol.    | Chris (hlas)        | díl: „Megalo Dale“ |
| 2005      | Saturday Night Live   | Moderátor           | díl: „Topher Grace/The Killers“ |
| 2005      | Stella                | Starší Kevin        | díl: „Paper Route“ |
| 2005      | Robot Chicken         | Eric Foreman (hlas) | díl: „Gold Dust Gasoline“ |
| 2008      | Simpsonovi            | Danny (hlas)        | díl: „Skrytá identita“ |
| 2011      | Velká krize           | Jim Wilkinson       | TV film |
| 2012      | Comedy Bang! Bang!    | Kameraman           | díl: „Seth Rogen Wears a Palid Shirt & Brown Pants“ |
| 2012      | The Beuty Inside      | Alex                | 6 dílů Cena Daytime Emmy v kategorii Původní denní program nebo seriál - nový způsob |
| 2013      | People in New Jesey   | Carl levin          | neprodaný televizní pilotní díl |
| 2015      | The Muppets           | Sám sebe            | díl: „Pilot“ |
| 2015      | Drunk History         | Milton Bradley      | díl: „Games“ |
| 2016      | TripTank              | Leonard (hlas)      | díl: „Sick Day“ |
| 2017      | Workaholics           | Noel                | díl: „Weed the People“ |
| 2017      | Get Shorty            | Tyler Mathis        | 2 díly |

| Rok  | Název        | Role                     | Poznámky |
| ---- | ------------ | ------------------------ | -------- |
| 2007 | Spider-Man 3 | Eddie Brock/Venom (hlas) |          |

| Rok  | Umělec                                | Role        | Poznámky                       |
| ---- | ------------------------------------- | ----------- | ------------------------------ |
| 1999 | Cheap Trick - "In The Street"         | Eric Forman | s obsazením Zlatá sedmdesátá   |
| 2011 | Atomic Tom - "Don't You Want Me Baby" | Sám sebe    | s obsazením Noc je ještě mladá |

| Rok  | Umělec          | Role   | Poznámky             |
| ---- | --------------- | ------ | -------------------- |
| 2012 | Lonely, I'm not | Porter | Second Stage Theatre |